# Glen Rock, Pennsylvania
Glen Rock är en kommun av typen borough i York County i Pennsylvania. Vid 2020 års folkräkning hade Glen Rock 2 121 invånare.